# Dóczi Zsuzsánna
Dóczi Zsuzsánna (17. század) költő.
Éneke: Dicsérem az Uristent minden időben… címmel, a Lugosy-codexben van, mely a dunántúlon, Somogyújfaluban iratott össze Somogyi Pál református lelkész által 1627 és 1635 közt.
Van egy magyar levele is Révay Péterhez intézve Nagykocsárdiból 1622. február 4. kelettel.
Az ének az Országos Széchényi Könyvtárban őrzött, 1641-ben Debrecenben Fodorik Menyhart által nyomtatott Keres(ztyen Imadsa)g(ok) egy-n(ehany) szep E(nekek)kel című könyvecskében, a 36a. számon található.